# Katoliška dežela Kampanija
Katoliška dežela Kampanija je skupno ime za škofije in nadškofije v istoimenski italijanski deželi Kampanija (Regione Campania). Obsega sledečih 25 škofij: Alife, Caserta, Acerra, Cerreto Sannita, Benevento, Montevergine, Ariano Irpino, Avellino, S. Angelo dei Lombardi, Salerno, Teggiano, Vallo Lucania, Amalfi, SS. Trinità di Cava dei Tirreni, Nocera Inferiore, Sorrento, Pompei, Nola, Neapelj, Pozzuoli, Ischia, Aversa, Capua, Sessa Aurunca, Teano.
Po podatkih zbornika Istituto Centrale per il sostentamento del clero 2006 živi na površini 13.878 km² skupno 5.922.559 vernikov v 1.829 župnijah.
Ko se je leta 61 sveti Pavel izkrcal v Pozzuoliju, ga je tam že pričakovalo nekaj »bratov«, kar pomeni, da je bil krščanski nauk tukaj že znan. Zato se je v teh krajih kmalu organizirala cerkvena hierarhija, ki je bila že popolnoma ustaljena ob koncu drugega stoletja. Zaradi preganjanja prvih kristjanov v starorimski dobi so iz teh časov tudi razni mučenci. Najznamenitejši med temi je gotovo sveti Gennaro, čigar relikvije se še danes vneto častijo v neapeljski baziliki. V srednjem veku se je vernost kampanjcev še poglobila. Zrastlo je veliko samostanov in drugih pobožnih ustanov ter veliko cerkva, posebno v čast Matere Božje.